# Villa Favard

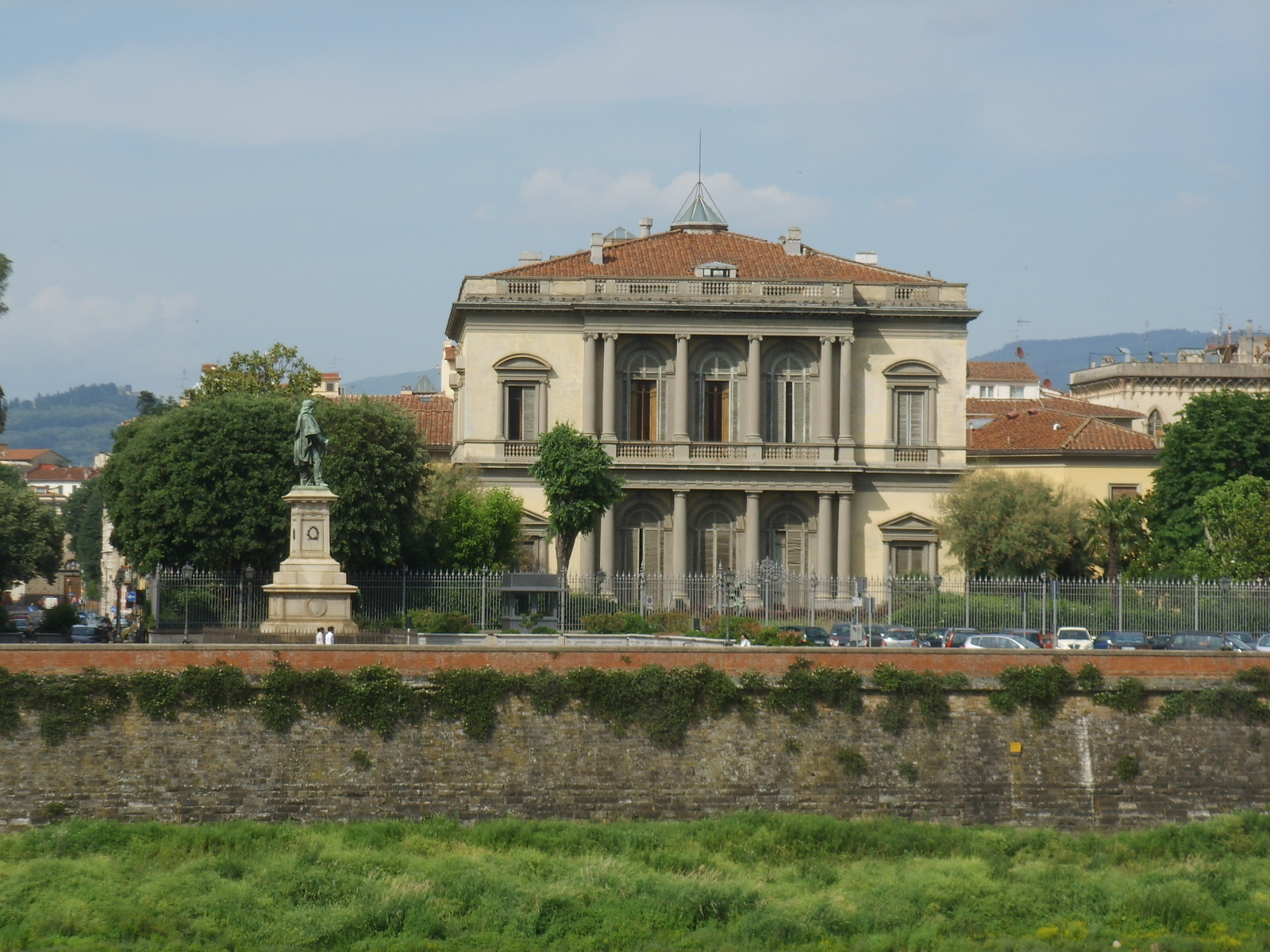
Villa Favard

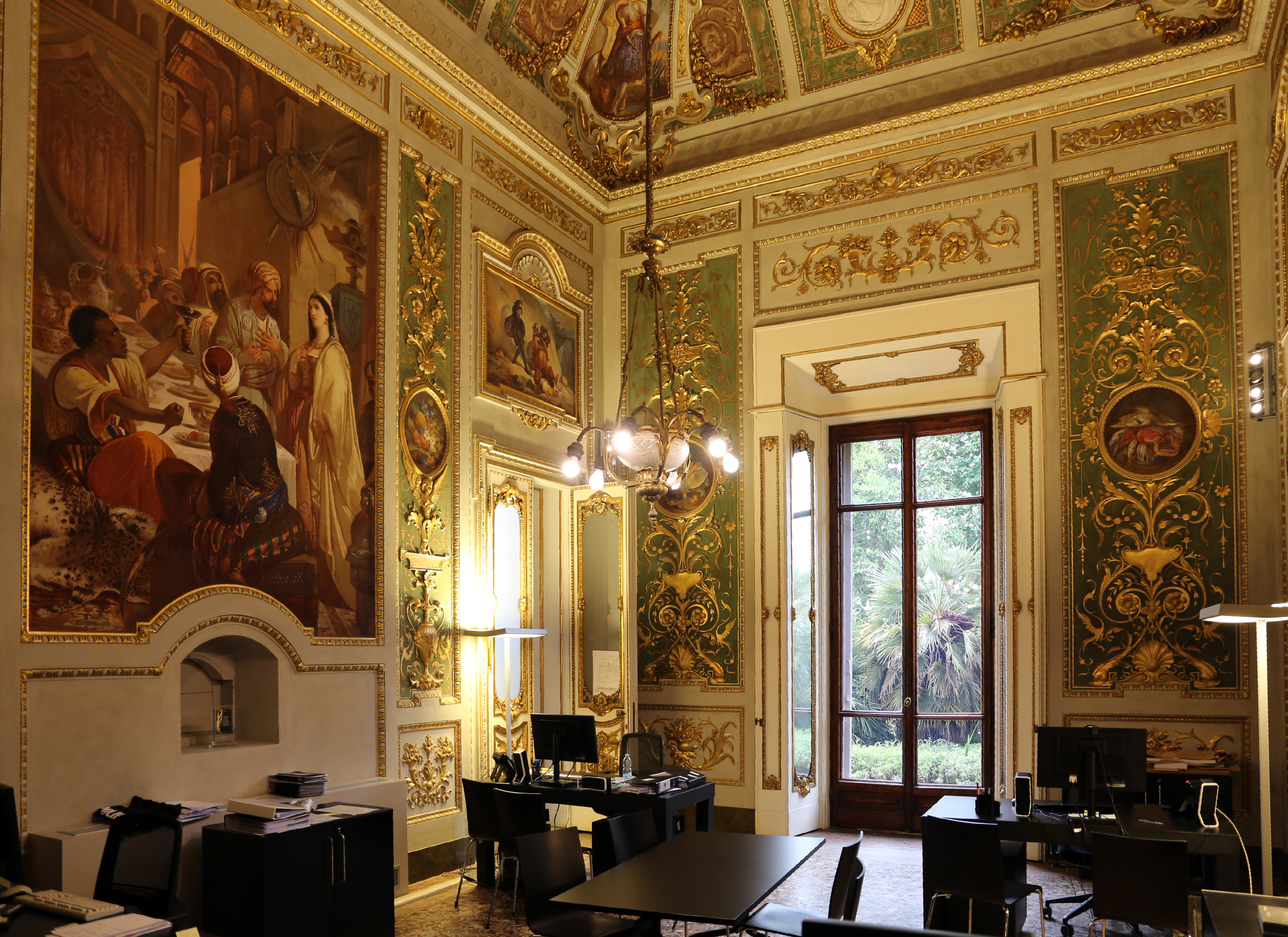
Interior

Die Villa Favard, auch Palazzo Favard, ist ein historistisches Stadtpalais in Florenz, an der Ecke Via Curtatone und Lungarno Vespucci.

## Geschichte
Das Gebäude, eine der letzten großen Privatresidenzen im Zentrum von Florenz, wurde von der Baronesse Fiorella Favard de Langlade 1857 beim Architekten Giuseppe Poggi in Auftrag gegeben. Die Baronesse, Tochter eines Leutnants in der napoleonischen Zollbehörde und einer Italienerin, wurde 1813 in Livorno geboren und lebte später in Marseille und Paris. Ihr Gatte Michel Favard soll in Französisch-Guyana begütert gewesen sein, jedoch lagen die Quellen des Reichtums der Baronesse stets ein wenig im Dunkeln. 1855 kehrte sie nach Italien zurück, ließ sich zuerst eine Villa in Rovezzano erbauen, dann die hier genannte. 1858 war der elegant ausgewogene neoklassizistische Bau beendet.
Das Gebäude ist auf quadratischem Grundriss errichtet und war auch im Inneren reich dekoriert mit Werken von Annibale Gatti, Antonio Canova, Mussini, Bandinelli etc. Nicht alles ist an Ort und Stelle erhalten. Die Baronin verstarb erbenlos im Jahr 1889; es kam 1893 zur Auktion aller ihrer Güter. Über Jahrzehnte war in dem Haus die ökonomische Fakultät der Università di Firenze untergebracht, bis diese 2004 in das sozialwissenschaftliche Zentrum von Novoli (Polo delle Scienze Sociali di Novoli) abwanderte.
2007 wurde das Palais von der Ente Cassa di Risparmio di Firenze erworben und ist seit April 2011 Sitz des Instituts Polimoda (Istituto Internazionale di Fashion Design e Marketing).